# Половецкое (Киевская область)
Половецкое (укр. Половецьке) — село, входит в Богуславский район Киевской области Украины.
Население по переписи 2001 года составляло 124 человека. Почтовый индекс — 09700. Телефонный код — 4561. Занимает площадь 0,7 км². Код КОАТУУ — 3220685303.

## Местный совет
09723, Киевская обл., Богуславский р-н, с. Ольховец